# Robert Ward
Robert Eugene Ward (13. september 1917 i Cleveland, USA – 2. april 2013 i Durham, North Carolina) var en amerikansk komponist. Ward studerede komposition hos Howard Hanson. Han skrev den mest funktionelle amerikanske opera efter Arthur Millers skuespil The Crucible som vandt ham Pulitzer prisen. han skrev bl.a. også 7 symfonier og mange orkesterværker, som ikke vandt ham synderlig anerkendelse.

## Udvalgte værker
- Symfoni nr. 1 (1941-1942) - for orkester
- Symfoni nr. 2 (1947) - for orkester
- Symfoni nr. 3 (1950) - for orkester
- Symfoni nr. 4 (1958) - for orkester
- Symfoni nr. 5 "Kantikler af Amerika: en salme om livet" (1976) - for sopran, baryton, fortæller, blandet kor og orkester
- Symfoni nr. 6 (1988-1989) - for orkester
- Symfoni nr. 7 (2000) - for orkester
- Klaverkoncert (1968) - for klaver og orkester
- "Damen fra Colorado" (1964, Rev. 1993) - opera
- "Abelard og Heloise" (1981) - opera